# George Cartwright
George Cartwright (Midnight, 10 dicembre 1950) è un sassofonista e compositore statunitense.
Fondatore del gruppo Curlew nel 1979 a New York City, si distinse anche per la sua carriera solista e per quella con altri ensemble, come Zeitgeist, e musicisti, tra i quali Fred Frith.

## Discografia
Con i Curlew
- Curlew (Landslide, 1984)
- Live in Berlin (Cuneiform, 1986)
- North America (Moers, 1986)
- Bee (Cuneiform, 1991)
- A Beautiful Western Saddle (Cuneiform, 1993)
- Paradise (Cuneiform, 1996)
- Fabulous Drop (Cuneiform, 1998)
- North America (Cuneiform, 2002
- Gussie [live] (Roaratorio, 2003)
- Mercury (Cuneiform, 2003)
- The Hardwood'’(Cuneiform, 1992)

Solista
- DOT (Cuneiform/Rune, 1994)
- The Memphis Years (Cuneiform/Rune, 2000)
- Black Ants Crawling (Innova Recordings, 2002)
- Send Help (Innova Recordings, 2008)

con Michael Lytle
- Red Rope:3 Pieces for 2 Players (Cadence, 1997)

con gli The Snaildartha 6
- Snaildartha: The Story of Jerry the Christmas Snail (Innova Recordings, 2004)